# دبيسة
الدَّبِيْسَة أو الدابوسيا[بحاجة لمصدر] (الاسم العلمي: Daboecia) هي جنس من النباتات يتبع فصيلة الخلنجية من الرتبة الخلنجيات.